# گالاها
گالاها (به لاتین: Galaha) یک منطقهٔ مسکونی در سری‌لانکا است که در ناحیه کندی واقع شده‌است. گالاها ۷۰۰ متر بالاتر از سطح دریا واقع شده‌است.